# Амирджанов, Артём Аркадьевич
Артём Аркадьевич Амирджанов (18 ноября 1945, Баку — 31 августа 2020, Омск) — советский футболист, советский и российский тренер; функционер.
Воспитанник азербайджанского футбола.
В командах мастеров начал играть в 1969 году в «Нефтянике» Омск. В следующем году из-за сокращения команд мастеров клуб был исключен из первенства, и Амирджанов два года выступал за команды Казахской ССР «Металлист» Петропавловск и «Шахтёр» Караганда. В 1972—1974 играл за омский «Иртыш». Завершал карьеру в командах второй лиги «Дружба» Майкоп (1977), «Булат» Темиртау (1978—1979).
Окончил Омский государственный институт физической культуры. Работал тренером в командах «Джезказганец» (1983—1984), «Взлёт» Омск (1985—1988). С 1989 года — главный тренер «Металлиста» Петропавловск, с которым занял 19 место из 24 в первом чемпионате Казахстана. С 1993 года по июль 1994 — главный тренер омского «Иртыша». В 1995—1997 годах работал на различных тренерских должностях в «Динамо» Омск. С 1999 года и до конца жизни с небольшими перерывами работал в «Иртыше», был тренером, главным тренером, а в 2003 — по июль 2011 и с 2013 — начальником команды.
Скончался в августе 2020 года от коронавируса. Похоронен на Ново-Еврейском кладбище.